# لي غيلمور
لي غيلمور (بالإنجليزية: Lee Gilmour)‏ هو لاعب دوري الرغبي بريطاني، ولد في 12 مارس 1978 في Dewsbury ‏ في المملكة المتحدة.